# Maschinengewehrnest

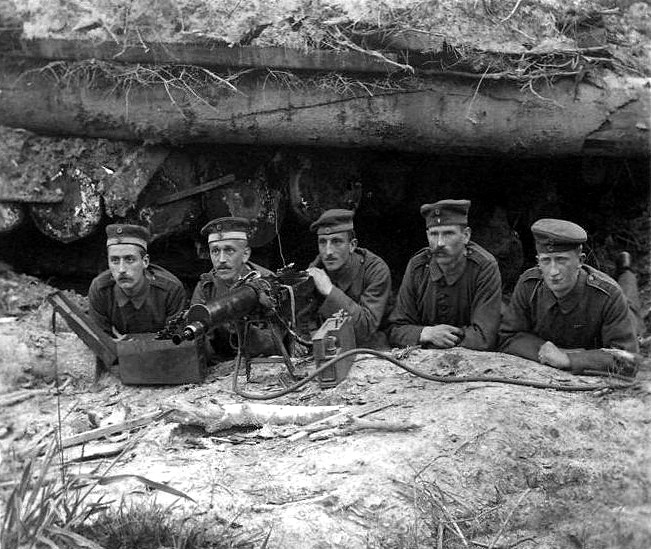
Deutsches MG-Nest im Ersten Weltkrieg mit einem MG 08 wohl in der Ausführung MG 08/15 mit Munitionskiste und erkennbarem Schlauch der Wasserkühlung, Foto war Motiv einer Postkarte

Ein Maschinengewehrnest, kurz MG-Nest, bezeichnet in der militärischen Umgangssprache eine Stellung, in der ein Maschinengewehr aufgestellt ist und von einer Bedienungsmannschaft bedient wird. Um die Soldaten vor Feindfeuer und Aufklärung zu schützen, werden solche Posten durch Sandsäcke, Tarnnetze, kleine Erdwälle, Baumstämme oder Ähnliches geschützt.
Massiver Einsatz von MG-Nestern wurde im Ersten Weltkrieg und im Zweiten Weltkrieg wichtig, um die Schützengräben, Laufgräben oder die befestigten Positionen gegen vorstürmende Infanterie, Kavallerie oder Luftangriffe zu schützen. 